# Петро Овад
Петро Овад (21 липня 1941, с. Камениця — 23 квітня 2006, м. Прнявор) — громадський і релігійний діяч, греко-католицький священик.

## Життєпис
Народився в с. Камениця (Боснія і Герцеговина). Закінчив класичну гімназію в духовній семінарії (1962) та теологічний факультет Загребського університету (1969). У грудні 1969 був висвячений на греко-католицького священика в церкві св. Анни в Липовлянах (Хорватія).
Душпастирську службу провадив у Жумберку (Хорватія), Руському Керестурі та Крущичу (Сербія та Чорногорія), Лішні (Боснія і Герцеговина). 1981 року став парохом у парафії Святого Преображення у Прняворі — першій колонії українців у Боснії. У цій парафії керував будівництвом церков у Долішніх Сердовицях, Расавці, Брдянах, Дервенті. Для цього їздив до США та Канади, де проповідував і збирав кошти на побудову церков. Також провадив місійні проповіді в Австрії. 1988 разом із сестрами-василіянками освятив у Прняворі духовний центр «Василіянум», до якого згодом було прийнято на оздоровлення велику групу дітей з України.
Значним є його внесок в урочисте відзначення 1990 в Прняворі 100-літнього ювілею переселення українців з Галичини до Боснії, а також 1000-ліття хрещення Русі-України. З початком війни на Балканах невтомно та відважно дбав про допомогу й захист українців, організовував поїздки українських дітей з Боснії до України. Відновив діяльність Товариства ім. Т.Шевченка в Прняворі, заснував Українську асоціацію творчої інтелігенції «Світ культури».
Помер у м. Прнявор (Боснія і Герцеговина).

## Нагороди і відзнаки
- Орден «За заслуги» 3-го ст. (1997),
- Диплом Української всесвітньої координаційної ради,
- Грамота признання Європейського конгресу українців,
- Почесний громадянин м. Жидачів.